# Steven Woodburn
Pour les articles homonymes, voir Woodburn.
Steven Woodburn (né le 24 octobre 1963 à Montréal, dans la province de Québec au Canada) est un joueur professionnel franco-canadien de hockey sur glace.

## Biographie
Il commence sa carrière en jouant dans la Ligue de hockey junior majeur du Québec en 1980 pour les Cataractes de Shawinigan. Il rejoint par la suite le Canadien Junior de Verdun en 1982.
Il participe au repêchage d'entrée dans la Ligue nationale de hockey à la fin de la saison et est choisi en douzième ronde (240e choix) par les Oilers d'Edmonton. Il ne rejoint pas pour autant la LNH mais change d'équipe dans la LHJMQ. Il joue alors une saison avec le Titan de Laval et évolue aux côtés de Mario Lemieux.
Ne parvenant à percer dans le hockey d'Amérique du Nord, il quitte son continent pour rejoindre l'Europe et jouer la saison 1985-1986 à Avignon en 3e division puis le club de Gap dans le championnat Élite français. Il ne reste que deux saisons dans l'effectif de Gap avant de rejoindre l'équipe des Dragons de Rouen avec qu'il joue jusqu'à l'aube de la saison 1996-1997. Avec les Dragons, il remporte la Coupe Magnus, récompense suprême de la ligue Élite française à multiples reprises : en 1989-1990, 1991-1992, 1992-1993, 1993-1994 et 1994-1995. Il remporte également une coupe des ligues européennes en 1996 et deux ligues Atlantiques en (1995 et 1996).
Il quitte Rouen pour l'Allemagne et l'équipe Heilbronner EC pour une saison puis pour l'équipe de EC Bad Nauheim. Il retourne une saison avec les Dragons en 1999 pour redonner du souffle à l'équipe avant de retourner dans son pays natal et de rejoindre les ligues professionnelles du Québec. Il met fin à sa carrière en 2001.
En 2010 il participe à la série Montréal-Québec dans laquelle il fait l'équipe des recrues de Montréal en tant que joueur de 40 ans et plus. Il est cependant écarté lors du match entre les recrues et les vétérans.

## Statistiques
Pour les significations des abréviations, voir Statistiques du hockey sur glace.
| Saison    | Équipe                    | Ligue         |    | Saison régulière | Saison régulière | Saison régulière | Saison régulière | Saison régulière |   | Séries éliminatoires | Séries éliminatoires | Séries éliminatoires | Séries éliminatoires | Séries éliminatoires |
| Saison    | Équipe                    | Ligue         | PJ | B                | A                | Pts              | Pun              | PJ               | B | A                    | Pts                  | Pun                  |                      |                      |
| 1980-1981 | Cataractes de Shawinigan  | LHJMQ         | 68 | 1                | 10               | 11               | 151              |                  |   |                      |                      |                      |                      |                      |
| 1981-1982 | Cataractes de Shawinigan  | LHJMQ         | 62 | 8                | 19               | 27               | 170              |                  |   |                      |                      |                      |                      |                      |
| 1982-1983 | Canadien Junior de Verdun | LHJMQ         | 69 | 5                | 28               | 33               | 202              |                  |   |                      |                      |                      |                      |                      |
| 1983-1984 | Titan de Laval            | LHJMQ         | 52 | 7                | 28               | 35               | 160              |                  |   |                      |                      |                      |                      |                      |
| 1986-1987 | Rapaces de Gap            | France        |    |                  |                  |                  |                  |                  |   |                      |                      |                      |                      |                      |
| 1987-1988 | Rapaces de Gap            | France        |    |                  |                  |                  |                  |                  |   |                      |                      |                      |                      |                      |
| 1988-1989 | Dragons de Rouen          | France        | 43 | 4                | 21               | 25               | 80               |                  |   |                      |                      |                      |                      |                      |
| 1989-1990 | Dragons de Rouen          | France        | 39 | 7                | 17               | 24               | 66               |                  |   |                      |                      |                      |                      |                      |
| 1990-1991 | Dragons de Rouen          | CE            |    |                  |                  |                  |                  |                  |   |                      |                      |                      |                      |                      |
| 1990-1991 | Dragons de Rouen          | France        | 28 | 1                | 9                | 10               | 34               | 9                | 1 | 2                    | 3                    | 20                   |                      |                      |
| 1991-1992 | Dragons de Rouen          | CE            | 6  | 0                | 0                | 0                | 4                |                  |   |                      |                      |                      |                      |                      |
| 1991-1992 | Dragons de Rouen          | France        | 21 | 2                | 6                | 8                | 39               |                  |   |                      |                      |                      |                      |                      |
| 1992-1993 | Dragons de Rouen          | CE            |    |                  |                  |                  |                  |                  |   |                      |                      |                      |                      |                      |
| 1992-1993 | Dragons de Rouen          | France        | 31 | 5                | 15               | 20               | 42               |                  |   |                      |                      |                      |                      |                      |
| 1993-1994 | Dragons de Rouen          | CE            |    |                  |                  |                  |                  |                  |   |                      |                      |                      |                      |                      |
| 1993-1994 | Dragons de Rouen          | France        | 20 | 8                | 11               | 19               | 22               | 10               | 6 | 5                    | 11                   | 8                    |                      |                      |
| 1994-1995 | Dragons de Rouen          | CE            |    |                  |                  |                  |                  |                  |   |                      |                      |                      |                      |                      |
| 1994-1995 | Dragons de Rouen          | France        | 28 | 1                | 8                | 9                | 10               | 8                | 0 | 1                    | 1                    | 6                    |                      |                      |
| 1995-1996 | Dragons de Rouen          | CE            |    |                  |                  |                  |                  |                  |   |                      |                      |                      |                      |                      |
| 1995-1996 | Dragons de Rouen          | France        | 22 | 1                | 9                | 10               | 22               | 9                | 0 | 0                    | 0                    | 8                    |                      |                      |
| 1996-1997 | Heilbronner EC            | 2. Bundesliga | 61 | 4                | 23               | 27               | 103              |                  |   |                      |                      |                      |                      |                      |
| 1997-1998 | EC Bad Nauheim            | Oberliga      | 57 | 5                | 16               | 21               | 50               |                  |   |                      |                      |                      |                      |                      |
| 1998-1999 | EC Bad Nauheim            | Oberliga      | 70 | 2                | 19               | 21               | 108              |                  |   |                      |                      |                      |                      |                      |
| 1999-2000 | Dragons de Rouen          | France        | 39 | 1                | 8                | 9                | 32               |                  |   |                      |                      |                      |                      |                      |
| 2000-2001 | Chiefs de Laval           | LHSPQ         | 17 | 2                | 6                | 8                | 30               |                  |   |                      |                      |                      |                      |                      |
| 2000-2001 | Mustangs de Phoenix       | WCHL          | 11 | 0                | 1                | 1                | 2                |                  |   |                      |                      |                      |                      |                      |

## Carrière internationale
Il représente la France lors des compétitions internationales suivantes :
| Année | Équipe | Compétition |   | PJ | B | A | Pts | Pun                          |  | Résultat |
| 1998  | France | JO          |   |    |   |   |     | 10e place                    |  |          |
| 1989  | France | CM          |   |    |   |   |     | 11e place (3e de la poule B) |  |          |
| 1990  | France | CM          | 7 | 1  | 1 | 2 | 8   | 12e place (4e de la poule B) |  |          |
| 1991  | France | CM          | 7 | 0  | 2 | 2 | 13  | 11e place (3e de la poule B) |  |          |
| 1992  | France | CM          | 6 | 0  | 0 | 0 | 4   | 11e place                    |  |          |
| 1993  | France | CM          | 6 | 0  | 0 | 0 | 0   | 12e place                    |  |          |
| 1994  | France | JO          | 5 | 0  | 0 | 0 | 4   | 10e place                    |  |          |
| 1994  | France | CM          | 5 | 0  | 0 | 0 | 4   | 10e place                    |  |          |
| 1995  | France | CM          | 6 | 0  | 0 | 0 | 8   | 8e place                     |  |          |
| 1996  | France | CM          | 7 | 1  | 0 | 1 | 10  | 11e place                    |  |          |
| 1997  | France | CM          | 8 | 0  | 1 | 1 | 4   | 11e place                    |  |          |
| 1998  | France | CM          | 3 | 0  | 0 | 0 | 0   | 13e place                    |  |          |